# Asegurado
El asegurado es el titular del interés, objeto del contrato de seguro, pudiendo ser una persona física o una persona jurídica, aunque en los seguros de personas, normalmente, tiene que ser una persona física.
El asegurado puede coincidir con el contratante o tomador del seguro, que es la persona física o jurídica que celebra el contrato de seguro con el asegurador, asumiendo la totalidad de los derechos y obligaciones que derivan del mismo, salvo aquellos que por su naturaleza únicamente pueden cumplirse por el asegurado, como, por ejemplo, la declaración del estado de salud, como presupuesto de los seguros de personas.
- Datos: Q8206391